# Morton Grove (Illinois)
Ne doit pas être confondu avec Morton (Illinois).
Morton Grove est un village situé dans le comté de Cook en proche banlieue de Chicago dans l'État de l'Illinois aux États-Unis. Il est incorporé le 13 novembre 1877.
En juin 1981, un arrêté municipal interdit la vente et la détention d'armes de poing sur le territoire de la commune. C'est la première ville en dehors de Washington D.C. à adopter ce type de réglementation. La NRA a vainement essayé de faire annuler cet arrêté.

## Démographie
Lors du recensement de 2010, le village comptait une population de 23 270 habitants.